# The Simpsons Wrestling
The Simpsons Wrestling è un videogioco di wrestling basato sulla Serie televisiva animata statunitense I Simpson, realizzato per PlayStation. Il gioco è stato sviluppato dalla Big Ape Productions e pubblicato dalla Fox Interactive e Activision. È stato distribuito nella zona PAL il 22 marzo 2001 ed in America del nord il 12 aprile 2001.
Il gioco permette di scegliere fra diciotto personaggi della serie, tutti doppiati dal doppiatore che presta loro la voce nella serie televisiva, ed ogni personaggio è dotato delle sue esclusive mosse speciali. Ogni incontro si svolge in un ring, ad ogni livello posizionato in una differente location di Springfield, ricreata in grafica 3D in cel-shading.

## Personaggi
Ecco i personaggi selezionabili, alcuni dei quali però "sbloccabili" solo dopo aver vinto il gioco in determinate condizioni.
- Homer: il più equilibrato del gioco, ma si basa soprattutto sulla mischia.
- Bart: molto veloce, usa giocattoli (fionda, skateboard) per compensare la sua mancanza di forza.
- Lisa: altro personaggio più piccolo che usa la velocità, attacca usando il suo sassofono.
- Marge: ha buona portata, ma manca di forza. Usa articoli di casa per attaccare e sua figlia Maggie per limitare il movimento dell'avversario.
- Barney: uno dei più forti, ma manca di velocità e resistenza. I suoi attacchi si basano sulla birra.
- Krusty: equilibrato, usa una combinazione di rissa e oggetti da pagliaccio.
- Apu: attaccabrighe con forza moderata, ma buona resistenza e velocità.
- Willie: usa l'attrezzatura da giardinaggio per tenere a distanza gli avversari o per impedire loro di muoversi.
- L'uomo ape (sbloccabile): attaccabrighe equilibrato.
- Boe (sbloccabile): uno dei personaggi più veloci che basa il suo stile di lotta sul gioco sporco, con tante armi di fortuna.
- Ned Flanders (sbloccabile): è un personaggio debole con forti attacchi speciali. La preghiera è la sua arma principale che danneggia e stordisce e può ripristinare la sua salute.
- Professor Frink (sbloccabile): è molto difficile da controllare, si basa sull'uso di gadget per logorare gli avversari.
- Mr. Burns e Waylon Smithers (Boss): Burns combatte con Smithers che lo sostiene, il suo attacco più forte è il lancio di esplosivi. Disponibili solo nel livello dell'ufficio di Burns.
- Kang e Kodos (Boss): Kang combatte mentre Kodos lancia oggetti casuali sul ring. Disponibili solo nel livello della loro navetta spaziale.
- Grattachecca & Fichetto: dispongono di trappole pericolose e armi. Disponibili solo nel loro livello (il set televisivo), possono combattere solo l'uno contro l'altro.

Personaggi cameo
- Kent Brockman (solo voce, come commentatore)
- Nella folla intorno al ring: Nonno Simpson, Palla di neve II, Piccolo aiutante di Babbo Natale, Rod e Todd Flanders, Reverendo Lovejoy, Helen Lovejoy, Patty e Selma Bouvier, Lenny Leonard, Kirk e Luann Van Houten, Milhouse Van Houten, Jasper Beardley, Herman, Uomo dei fumetti, Commissario Winchester, Eddie e Lou, Ralph Winchester, Patata, Capitano McAllister, Carl Carlson, Uomo Radioattivo, Principessa Kashmir, Serpe, Sindaco Quimby, Nick Riviera, Cletus Spuckler, Hans Uomo Talpa

## Critica
The Simpsons Wrestling ha ricevuto critiche negative per via della sua semplicità, per il gameplay sbilanciato e per la grafica non ottimale, ma viene elogiato per le tracce audio del gioco.